# Раб-Каценштајн RK-2
Раб-Каценштајн RK-2 (пеликан)  (нем. Raab-Katzenstein RKl.2 Pelican) је немачки једномоторни, двоседи, двокрилни авион, који се користио као школски авион, између два светска рата.

## Пројектовање и развој
Авион су пројектовала два инжењера инж. Паул Ј. Хал и инж. Ерих фон Кнупфер. Дана 10. августа 1926. године авион Раб-Каценштајн RK.2 је направио први пробни лет. За управљачем авиона је био пилот А. Раб (Antonius Raab) сувласник фирме Раб-Каценштајн. "Пеликан" (RK.2) је за разлику од свог претходника "ласте" (Kl.1) имао веће димензије иначе по конструктивним решењима може се слободно рећи да су то исти авиони. Направљене су три верзије овог авиона које се међусобно веома мало разликују углавном због различитих мотора који су у њих уграђивани.

## Технички опис
Авион је био двокрилац са једним мотором, дрвеном двокраком елисом, са два члана посаде. Авион је био најчешће опремљен ваздухом хлађеним радијалним мотором Siemens Halske Sh 11 снаге 100 KS. Носећа конструкција трупа авиона је била потпуно направљена од аутогено заварених челичних цеви а оплата од импрегнираног платна. Попречни пресек трупа је био правоугаони. Носећа конструкција крила је од дрвета са две рамењаче обложен платном. Крилца за управљање авионом су се налазила и на горњим и доњим крилима. Крилца за управљање су била међусобно повезана крутом полугом. Крила су између себе била повезана са једним паром металних упорница у облку ћириличног слова И. Оба крила су имала облик једнакокраког трапеза са полукружним завршетком, стим што је горње крило имало већи размах и било је померено према кљуну авиона у односу на доње. На крајевима испод доњег крила налазиле су се "санке" које су онемогућавале оштећења доњег крила при неправилном слетању. Стајни трап је био фиксан потпуно направљен од металних профила са точковима великог пречника и високо притисним гумама. Испод репа се налазила еластична дрвена дрљача.

### Варијанте авиона Раб-Каценштајн RK.2
- RK 2a - Основни модел са радијалним мотором Siemens Halske Sh 11 / Sh 12 снаге 100 / 110 KS.
- RK 2b - Верзија основног модела са линијским мотором ADS Cirrus II снаге 85 KS.
- RK 2c - Верзија основног модела са мотором Siemens Halske Sh 12 и смањеном дужином трупа.

## Земље које су користиле авион Раб-Каценштајн RK.2
- Кина
- Мађарска
- Краљевина Југославија
- Трећи рајх
- Швајцарска

## Оперативно коришћење
Ови авиони су се продавали приватним лицима и Аеро клубовима за почетну обуку пилота. Кинеској војсци је продато 16 ових авиона који су служили за обуку војних пилота и извиђање.

### Авион Раб-Каценштајн RK.2 у Југославији
Октобра месеца 1929. године немачка фабрика авиона Раб-Каценштајн (скраћено Ра-Ка) је организовала промотивну посету својих авиона Краљевини Југославији. У екипи су била 4 авиона а предводио их је А. Раб сувласник фирме Ра-Ка. Од ова четири авиона три су била производ фирма Ра-Ка, Kl.1 Швалбе (ласта), RK.2 Пеликан, и RK.9a Грасмике а четврти авион је био Дитрих лични авион господина А. Раба.
Мариборска фабрика "Златорог" је у новембру месецу 1929. године купила авион RK.2 Пеликан фабричке екипе немачких регистрационих ознака D-1131, који је избрисан из немачког регистра јануара 1930. године. Пошто фабрика "Златорог" није платила царину за овај авион он је заплењен и јуна месеца 1930. године продат Аеро Клубу.
Аероклуб Краљевине Југославије купио је овај спортски авион двосед, двокрилац мешовите конструкције типа Раб-Каценштајн RK.2a са мотором Siemens Halske Sh 11 снаге 100 KS. Аероклуб је набавио овај авион за обуку пилота. Авион је био додељен Љубљанском обласном одбору Аеро клуба у Љубљани и базиран је био на аеродрому у Љубљани.
По доласку у Југославију авион је 26. августа 1931. године регистрован домаћим ознакама UN-PAF, да би на крају 1933. године при пререгистрацији добио ознаку YU-PAF. Авион је уништен у несрећи код Вргинмоста 8. августа 1938. године.